# Pourtalesella cornuta
Pourtalesella cornuta is een mosdiertjessoort uit de familie van de Celleporidae. De wetenschappelijke naam van de soort is, als Reptescharellina cornuta, voor het eerst geldig gepubliceerd in 1862 door Gabb & Horn.